# Hendrik van Stakenborg
Hendrik van Stakenborg (gestorven 1359) was een Nederlandse geestelijke. Heer van Asten, Lierop en Escharen was hij, ondanks vermeldingen in de literatuur, vermoedelijk niet. Hij ontbreekt ook in de lijst van heren en vrouwen van Asten.
Een reis naar het Heilige Land werd in de 17e eeuw aan zijn biografie toegevoegd.. Hij trad in in de abdij van Floreffe. Van 1343 tot 1354 werd hij de 17e prior van Postel, waarna hij van 1354 tot zijn sterfjaar 1359 pastoor van Oerle was.
Hendrik van Stakenborg heeft vele schenkingen aan de priorij van Postel gedaan.